# 352 Gisela
Gisela (asteroide 352) é um asteroide da cintura principal com um diâmetro de 20,27 quilómetros, a 1,8646101 UA. Possui uma excentricidade de 0,1501057 e um período orbital de 1 186,92 dias (3,25 anos).
Gisela tem uma velocidade orbital média de 20,10857048 km/s e uma inclinação de 3,38211º.
Este asteroide foi descoberto em 12 de Janeiro de 1893 por Max Wolf.